# رائول رویز (بازیکن فوتبال)
رائول رویز (انگلیسی: Raúl Ruiz؛ زادهٔ ۲۵ مارس ۱۹۹۰) بازیکن فوتبال اهل اسپانیا است.
از باشگاه‌هایی که در آن بازی کرده‌است می‌توان به باشگاه فوتبال هرکولس، باشگاه فوتبال آلباسته بالومپیه، باشگاه فوتبال رئال مادرید کاستیا، و باشگاه فوتبال هالمستاد اشاره کرد.
وی همچنین در تیم‌های ملی فوتبال زیر ۱۹ سال اسپانیا و زیر ۲۱ سال اسپانیا بازی کرده‌است.